# Astra 400
Astra 400 foi uma pistola de serviço espanhola produzida pelo fabricante de armas Astra-Unceta y Cia SA, como um substituto para o Campo Giro 1913/1916, que também utilizava o calibre "9mm largo". Foi a arma padrão do exército espanhol durante a Guerra Civil Espanhola sendo também usada na Alemanha durante a Segunda Guerra Mundial.

## Histórico
Essa pistola foi desenhada e fabricada por Unceta de Guernica, e apareceu comercialmente em 1921 como Astra 400, adotada pela Exército Espanhol como modelo 1921. Deriva-se da Campo-Giro, mas de fabricação mais simplificada, mais compacta, robusta, e sem cão. Sua fabricação cessou em 1946, com 105.275 unidades.

## Descrição
Essa arma sai fora do comum por ser a única pistola que utiliza um cartucho tão forte como o 9mm longo, derivado do cartucho 9mm Bergmann-Bayard, funcionando por recuo direto simples. Isto se consegue usando uma poderosa mola recuperadora e ferrolho bastante pesado. Também é fora do comum pela possibilidade de ussar diferentes cartuchos 9mm, devido talvez a seleção de medidas e tolerâncias, ainda que se possa apresentar dificuldade de carregamento com cartuchos mais curtos.

## Países que já utilizaram
- Chile
- Alemanha
- Espanha